# 제주도롱뇽
제주도롱뇽(학명: Hynobius quelpaertensis 휘노비우스 퀠파에르텐시스[*])은 진도, 거제도, 제주도, 남해군을 포함한 한반도 서남해안의 여러 섬과 반도에 분포하는 도롱뇽의 일종이다. 습한 산림에 서식한다.
제주도롱뇽의 몸은 얼룩무늬가 있는 갈색이다. 다 자란 수컷의 몸길이는 8 ~ 14cm이고 다 자란 암컷의 몸길이는 7 ~ 11cm이다. 수컷은 또한 앞다리가 굵고 등에 검은빛이 있어 암컷과 구별된다. 제주도롱뇽은 2월 초부터 늦으면 4월 말까지 짝짓기를 해 산속 웅덩이의 작은 바위 밑에 알을 낳고 떠난다.
제주도롱뇽은 이전에 도롱뇽의 아종으로 여겨졌고 휘노비우스 리치 퀠파에르텐시스(Hynobius leechii quelpaertensis)로 분류되었다.

## 같이 보기
- 한국의 양서류
- 도롱뇽